# Schistocerca serialis
Schistocerca serialis är en insektsart som först beskrevs av Carl Peter Thunberg 1815.  Schistocerca serialis ingår i släktet Schistocerca och familjen gräshoppor.

## Underarter
Arten delas in i följande underarter:
- S. s. cubense
- S. s. serialis